# Речни галеб
Речни галеб или обични галеб (лат. Chroicocephalus ridibundus или Larus ridibundus) је птица из породице галебова (лат. Laridae). 

## Опис
Речни галеб достиже величине од 38 до 44 cm и распон крила од 94 до 105 cm. Одрасле јединке имају тамнобраон главу. Тело је светлосиво, на крајевима крила су црна а ноге су црвенкасте боје. Током зиме црна пера на глави бивају замењена белима, а остају само две тамне мрље иза очију. Речни галеб живи доста дуго. Максимална забележена дужина живота је 32 године. Веома су гласни.

## Размножавање
Речни галеб се гнезди на обалама језера и мочвара, али и на копну, морској обали и ниским острвима. Ови предели су увек у близини густе вегетације. Гнезда прави на тлу. Она су грубо направљена од различите вегетације. Сваки пар има своју малу територију. Полажу два до три јаја која се излежу након 26 дана. Колоније у којима се гнезде некад могу имати и до хиљаду парова.

## Исхрана
Лови крилате инсекте у јатима високо на небу током дана и ниско над трском увече. Поред инсекта једе и рибе, семе, црве, отпадке. Храну узима са површине воде, али понекад и зарони главу испод воде у потрази за храном. У градовима се храни отпадцима које људи бацају или црве са травњака.

## Употреба
Јаја речног галеба сматрају се специјалитетом у Великој Британији и једу се кувана.

## Галерија
- музејски примерци